# Polesine Parmense
Polesine Parmense (emilián nyelven Pulésen) település Olaszországban, Emilia-Romagna régióban, Parma megyében. 

## Népesség
A település lakossága az elmúlt években az alábbi módon változott: